# Gediminas Kirkilas
Gediminas Kirkilas (30. srpen 1951 Vilnius – 20. dubna 2024 Vilnius) byl litevský politik, člen sociální demokracie a bývalý premiér Litvy.

## Život a vzdělání
Kirkilas pocházel z akademické rodiny, má šest sourozenců. Po maturitě ve Vilniusu (1969) a po vykonání základní vojenské služby (1969–1972) pracoval v letech 1972–1978 jako restaurátor. Poté do roku 1982 studoval politologii na Vysoké škole komunistické strany ve Vilniusu.
V roce 2004 ukončil Gediminas Kirkilas magisterské studium na International Business School Vilniuské univerzity.
Se svou ženou Liudmilou má dvě dospělé děti. Kirkilas hovořil vedle litevštiny také anglicky a rusky.

## Politická kariéra
Gediminas Kirkilas byl činný v různých výborech litevské Komunistické strany (Lietuvos komunistų partija). Od roku 1989 pracoval po boku prvního sekretáře ústředního výboru, Argirda Brazauska, jednoho z „otců“ nezávislosti a pozdějšího prezidenta a premiéra země. Brazauskovi zůstal věrný jako osobní referent také po vyhlášení nezávislosti Litvy.
V Demokratické straně práce Litvy (LDDP), přejmenované komunistické strany Litvy se stal prvním zastupujícím předsedy strany (1991–1996), následně byl členem předsednictva (1996–2001). Po sloučení LDDP s LSDP (Lietuvos socialdemokratų partija, Sociálnědemokratická strana Litvy) byl zvolen za jednoho ze zastupujících předsedů LSDP.
Od roku 1992 sedí Kirkilas za sociální demokraty v litevském parlamentu Seimas. Specializoval se na bezpečnostní a zahraniční politiku. Jako předseda Národního bezpečnostního výboru (1992–1996) měl rozhodující vliv na vytváření národní bezpečnostní strategie. Po parlamentních volbách 2000 se stal předsedou zahraničního výboru. Po volbách v roce 2004 následovalo jeho jmenování ministrem obrany.
Po Brazauskově demisi z postu předsedy strany byl Kirkilas zvolen (na Brazauskovo doporučení) 19. května 2007 na 28. sjezdu strany se zřetelnou většinou novým předsedou.

## Ministerský předseda Litvy
Byl jmenován 4. července 2006 po Zigmantovi Balčytisovi prozatímním premiérem, dlouho nemohl sehnat dostatečnou podporu v Seimu. Kirkilas zvládl získat potřebnou podporu Seimu 4. července 2006. Z funkce litevského předsedy vlády odstoupil 27. listopadu 2008 po parlamentních volbách, a uvolnil tak místo Andriusu Kubiliusovi.

## Vyznamenání
- důstojník Řádu Vitolda Velikého – Litva, 3. února 2003[1]
- velkokříž Řádu za zásluhy – Portugalsko, 29. května 2003[2]
- komtur Řádu Vytisova kříže – Litva, 30. března 2004[1]
- Řád kříže země Panny Marie II. třídy – Estonsko, 30. září 2004[3]
- velkokříž Řádu za zásluhy Polské republiky – Polsko, 8. května 2009[4]
- rytíř velkokříže Řádu zásluh o Italskou republiku – Itálie, 14. ledna 2019[5]